# 아라곤 지역 방위 위원회
아라곤 지역 방위 위원회(스페인어:Consejo Regional de Defensa de Aragón) (CRDA), (아라곤어:Consello Rechional d'Esfensa d'Aragón)는 스페인 내전 중 전국노동자연합(CNT)에 의해 만들어진 행정 기관이었다. 아라곤 지역 방위 위원회는 해산될 때까지 아라곤의 동쪽 절반을 통제하고 관리했다.